# Marc Schneier
Marc Schneier (26 de janeiro de 1959) é um rabino norte-americano e presidente da Fundação para a Compreensão Étnica. Schneier atuou anteriormente como vice-presidente do Congresso Judaico Mundial.

## Carreira
De acordo com Tablet , Schneier "é uma figura polarizadora. Para seus apoiadores, [ele] é um construtor de instituições e líder comunitário inigualável. laços de confiança com seus fiéis no processo.", escreveu o livro Shared Dreams: Martin Luther 1999,  Schneier Em Martin Luther King Jr. ser uma farsa.
Schneier também trabalhou em conjunto com o Conselho para as Relações Americano-Islâmicas (CAIR), a organização de defesa muçulmana americana, que a comunidade judaica americana organizada há muito vê como "fora dos limites" por seus supostos laços com a organização terrorista palestina Hamas e  seu amplo atividade e retórica anti-Israel.
O Conselho Rabínico da América (RCA) decidiu em 2010 investigar o rabino Schneier por violar o código de ética ao manter um relacionamento extraconjugal. O comitê executivo da RCA votou pela expulsão de Schneier em junho de 2015.
Em 2013, Schneier foi co-autor com Imam Shamsi Ali do livro Filhos de Abraão: uma conversa sincera sobre as questões que dividem e unem judeus e muçulmanos.
Em 2018, a Tablet relatou que Schneier ajudou a conectar o governo do Qatar ao lobista judeu americano Nicolas Muzin. Em 2017, o Catar contratou Nick Muzin para melhorar suas relações com o governo Trump e a comunidade judaica americana. O trabalho de Muzin supostamente incluía organizar reuniões entre autoridades do Catar e líderes de grupos de defesa judeus e pró-Israel.

## Vida pessoal
Schneier se casou com sua 5ª esposa, em 6 de outubro de 2013, ameaçado de extinção de 180 kg Em seu aniversário de 50 anos, sua quarta esposa, Tobi Rubinstein-Schneier, providenciou para que um leão asiático fosse doado em sua homenagem ao Zoológico Bíblico de Jerusalém. O leão foi renomeado como "Rabino Marc".
Em fevereiro de 2018, foi relatado que o Estado da Flórida ordenou que Schneier pagasse $ 5.000 por mês por $ 64.594 em pensão alimentícia não paga que ele devia a sua terceira esposa pelo cuidado de seu filho de 19 anos.
Ele é filho do Rabino Arthur Schneier.